# 水トリー

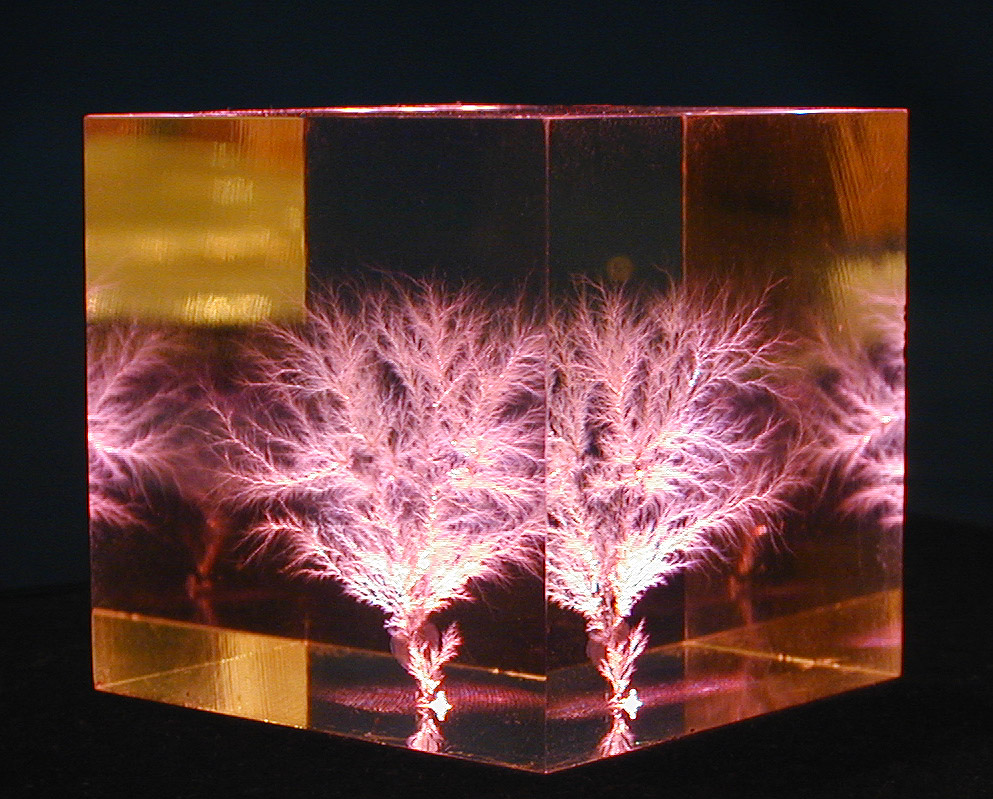
ポリエチレン絶縁劣化のイメージ

水トリー（みずトリー、英語: water tree）は、架橋ポリエチレン絶縁ビニルシースケーブル（CVケーブル）の絶縁層内に侵入した微量の水分や異物が、経時変化により絶縁体の中を浸透し、絶縁劣化を経て絶縁破壊する現象。水トリー現象とも。

## 概要

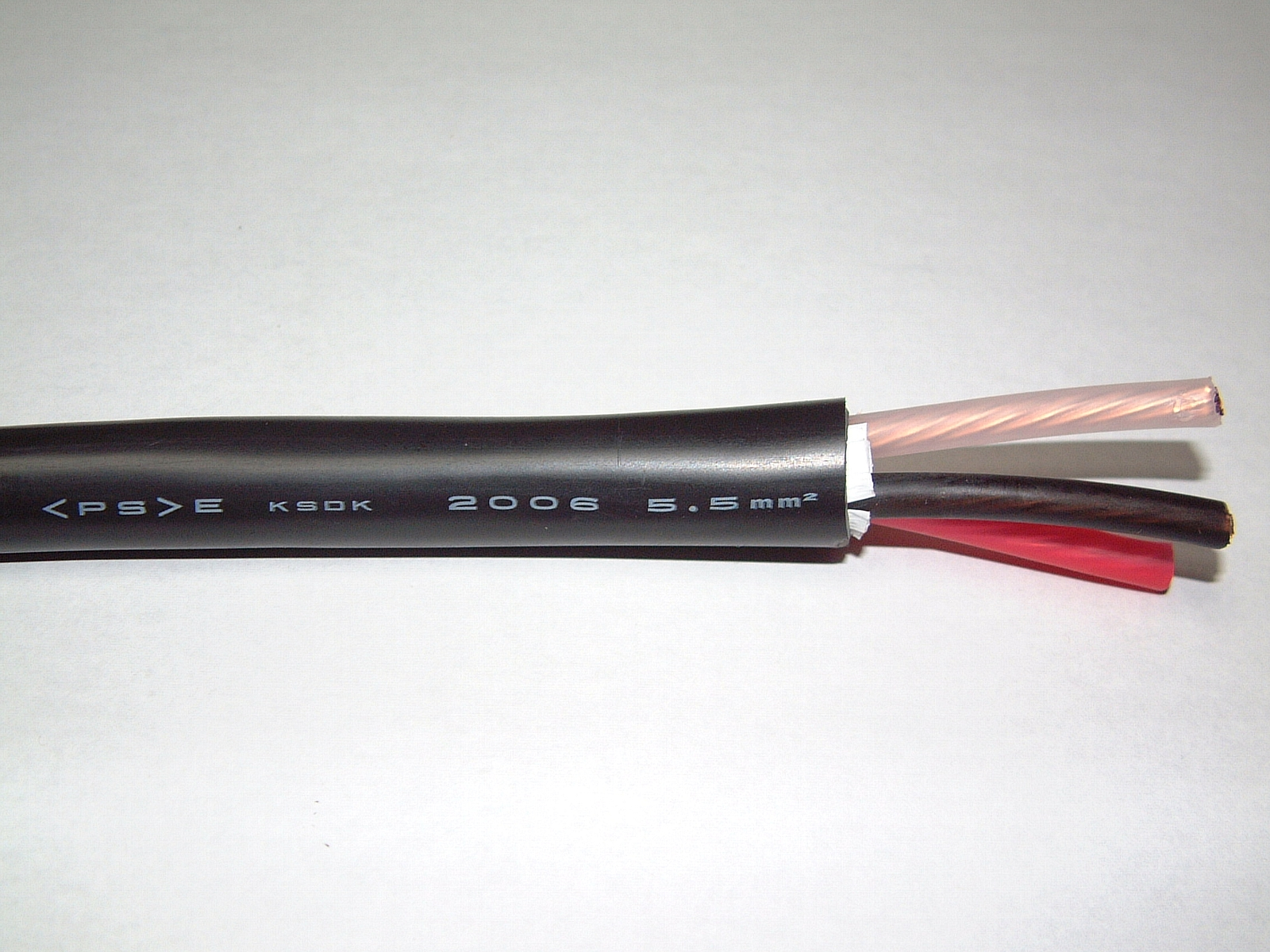
CVケーブルの例

絶縁体の架橋ポリエチレン中のボイドや異物を起点とした樹状に広がる劣化部位で、徐々にコロナ放電が発生し繰り返されることで絶縁層が浸食され、最終的に短絡、地絡に至る。絶縁破壊にいたると自家設備の停電だけでなく、電力会社側への波及事故をも引き起こす可能性がある。
絶縁劣化の原因は水だけでなく、油、化学物質、熱、応力等がある。
劣化の前兆現象を捉えるため数々の技術開発が行われている。前兆現象を捉えることで、絶縁破壊する前に問題となるケーブルを交換し重大事故を防ぐ。絶縁劣化の診断は活線（電気が流れている）と停電で行う方法がある。電気を止められない設備、施設の増加により活線で常時監視する方法が広がりつつある。検出方法には「零相電流法」「低周波重畳法」「直流重畳法」「直流成分法」「残留電荷法」などがある。
30年以上を経過するCVケーブルは劣化が進んでいるので早急な劣化診断の実施が望まれる。関東電気保安協会では1976年（昭和51年）以前に製造されたCVケーブルの交換を呼びかけている。